# Los Angeles Open 1973
Il Los Angeles Open 1973 è stato un torneo di tennis giocato sul cemento a Los Angeles negli Stati Uniti. È stata la 47ª edizione del torneo, che fa parte del Commercial Union Assurance Grand Prix 1973. Si è giocato dal 17 al 23 settembre 1973.

## Campioni

### Singolare
Jimmy Connors ha battuto in finale  Tom Okker con il punteggio di 7–5 7–6

### Doppio
Jan Kodeš /  Vladimír Zedník hanno battuto in finale  Jimmy Connors /  Ilie Năstase con il punteggio di 6–2, 6–4